# Maciej Czopor
Maciej Czopor (ur. 16 maja 2004 w Sanoku) – polski szachista, mistrz FIDE od 2021 roku.

## Kariera szachowa
Udział w zawodach szachowych zaczął od startu w indywidualnych mistrzostwach Polski juniorów w 2013 w Szczyrku, gdzie zajął 6. miejsce. Czterokrotnie zdobył medale mistrzostw Polski juniorów: złoty w Jastrzębiej Górze w 2014 (do 10 lat), srebrny w Olecko w 2016 (do 12 lat), złoty w Sypniewie w 2018   (do 14 lat) i srebrny w Sypniewie w 2022 (do 18 lat). Był dwukrotnym medalistą mistrzostw Polski juniorów w szachach szybkich (w tym jednorazowo mistrzem Polski: Koszalin 2016 – do 12 lat) oraz medalistą mistrzostw Polski juniorów w szachach błyskawicznych: medal srebrny we Wrocławiu w 2014 (do lat 10).
Dwukrotnie reprezentował Polskę na mistrzostwach świata juniorów oraz w mistrzostwach Europy juniorów (jeden występ), najlepszy wynik uzyskując w 2016 w Pradze (24. m. na MEJ do 12 lat). Czterokrotnie reprezentował Polskę w drużynowych mistrzostwach Polski juniorów: medal brązowy w Ustroniu w 2015, brązowy w Suchedniowie w 2016, złoty w Szczyrku w 2017 i srebrny w Ustroniu w 2019. Dwukrotnie zwyciężał w turniejach: 2019 na Górze Św. Anny (XII Międzynarodowy Turniej Szachowy – Open A) i 2021 w Hull (Hull 4NCL International GM Tournament).
Najwyższy ranking w dotychczasowej karierze osiągnął 1 listopada 2022, z wynikiem 2432 punktów.

## Osiągnięcia
Indywidualne mistrzostwa świata juniorów:
- Durban 2014 – XXXVI m.[10]
- Porto Karas 2018 – XXXVII m.[10]

Indywidualne mistrzostwa Europy juniorów:
- Praga 2016 – XXIV m.[11]
- Antalya 2022 – XXV m.[17]

Indywidualne mistrzostwa Polski juniorów:
- Szczyrk 2013 – VI m.[5]
- Jastrzębia Góra 2014 – złoty medal[6]
- Olecko 2016 – srebrny medal[7]
- Drzonków 2017 – VIII m.[18]
- Sypniewo 2018 – srebrny medal[8]
- Szklarska Poręba 2019 – IV m.[19]
- Szklarska Poręba 2020 – VII m.[20]
- Szklarska Poręba 2021 – V m.[21]
- Sypniewo 2022 – srebrny medal[9]

Drużynowe mistrzostwa Polski juniorów:
- Ustroń 2015 – brązowy medal[12]
- Suchedniów 2016 – brązowy medal[13]
- Szczyrk 2017 – złoty medal[14]
- Ustroń 2019 – srebrny medal[15]

NIektóre sukcesy w innych turniejach:
- 2015 – III m. w Pstrągowej (Mistrzostwa Województwa Podkarpackiego)[1]
- 2019 – I m. na Górze Św. Anny (XII Międzynarodowy Turniej Szachowy – Open A)[1]
- 2021 – dz. I m. w Hull (Hull 4NCL International GM Tournament)[1]